# Stanisław Fiszer (general)
Stanisław Fiszer, menționat alternativ Stanisław Fischer, (n. 1769, Varșovia, Polonia-Lituania – d. 18 octombrie 1812, Tarutino⁠(d), Borovsky Uyezd⁠(d), Kaluga Governorate⁠(d), Imperiul Rus) a fost un general polonez, șef al statului major al Armatei Ducatului Varșoviei.

## Biografie
Era originar dintr-o familie nobiliară germano-polonă din Polonia Mare. A urmat în perioada 1783-1788 cursurile Academiei Nobiliare a Corpului de Cadeți din Varșovia, apoi s-a alăturat Diviziei Wielkopolska, fiind repartizat în brigada condusă de generalul Tadeusz Kościuszko. A servit sub comanda generalului în Războiul Polono-Rus din 1792, luptând printre altele în luptele din Połonne și Dubienka și fiind avansat la gradul de locotenent. I s-a acordat Crucea de Cavaler al Ordinului Virtuti Militari.  La sfârșitul lunii octombrie 1792 căpitanul Fiszer a ajuns la Gdańsk, unde, potrivit lui Szymon Askenazy, trebuia să examineze, din ordinul generalului Dąbrowski, starea fortificațiilor orașului, care urmau să fie folosite în operațiunea de retragere a Armatei Poloneze învinse de Armata Rusă, prin Pomerania Prusacă către Gdańsk, în așteptarea ajutorului militar al Franței Revoluționare. În ianuarie 1793, după invadarea Poloniei Mari de către prusaci, a ajuns deghizat în felcer la Frankfurt pe Odra într-o acțiune de recunoaștere a forțelor militare și pozițiilor armatei prusace care urma să invadeze Polonia.
În timpul Insurecției lui Kościuszko, l-a însoțit ca adjutant pe Kościuszko în Bătălia de la Maciejowice (10 octombrie 1794), unde a fost rănit de o sabie în partea dreapta și apoi a fost luat prizonier. Maiorul Fiszer a fost transportat împreună cu Kościuszko și Julian Ursyn Niemcewicz la Sankt Petersburg și încarcerat în Fortăreața Petru și Pavel. A fost singurul prizonier de război care a refuzat să depună mărturie și, din acest motiv, a fost considerat dușman al statului și transportat pe un ger cumplit cu o căruță la Nijni Novgorod. S-a îmbolnăvit în această călătorie și nu și-a recăpătat niciodată sănătatea completă a picioarelor. A fost încarcerat timp de doi ani la Novgorod.
După ce a fost eliberat, a ajuns imediat la Sankt Petersburg, dar, în ciuda lipsei totale de mijloace financiare, a refuzat să primească banii lăsați de Kościuszko. S-a deplasat apoi la Paris, unde a organizat batalioanele din Legiunea Dunării. În iunie 1800, când era deja general de brigadă, a fost luat prizonier în cursul Bătăliei de la Offenburg. A fost deținut mai mult de șase luni în fortăreața Königgrätz până la 1 februarie 1801, când a fost inclus de generalul francez Moreau într-un schimb de prizonieri. După ce și-a recăpătat libertatea, s-a deplasat la Livorno, unde a preluat din nou comanda unei brigăzi și apoi funcția de comandant al infanteriei Legiunii Dunării și a fost numit comandant militar al orașului Livorno. În 1801 a demisionat din armată și a plecat la Paris, unde a urmat studii. A rămas acolo alături de Kościuszko, care i-a făcut cunoștință cu Wirydianna Kwilecka și i-a aranjat închirierea micii moșii Koninko, din apropiere de Poznań, unde s-a stabilit în 1803. S-a căsătorit cu Wirydianna Kwilecka în 1806.
La cererea generalului Dąbrowski a organizat forțele armate din Polonia Mare în vederea pregătirii insurecției din noiembrie 1806. A asediat orașul Gdańsk în fruntea unei brigăzi de infanterie din Corpul X Armată al mareșalului Lefebvre. În 1807 a devenit inspector general al infanteriei, iar în 1808 a fost numit șeful statului major al Armatei Ducatului Varșoviei. În doi ani a reorganizat Armata Ducatului și în special unitățile de artilerie. A fost rănit în Bătălia de la Raszyn (19 aprilie 1809), iar la 22 august 1809 i s-a acordat Crucea de Comandor al Ordinului Virtuti Militari.
Începând din 1811 a desfășurat viguros activități de organizare și mobilizare în pregătirea războiului cu Rusia. În 1812 a sprijinit Confederația Generală a Regatului Poloniei. În timpul marșului către Moscova a fost șeful statului major al Corpului V Armată al mareșalului Józef Poniatowski. A luptat în Bătălia de la Borodino și în luptele pentru ocuparea Moscovei. A fost rănit în Bătălia de la Smolensk, apoi la Borodino. În cursul retragerii din Moscova, a fost rănit pentru a treia oară în Bătălia de la Tarutino din 18 octombrie 1812, în lupta cu corpul de armată rus comandat de generalul Aleksandr Osterman-Tolstoi și a murit pe câmpul de luptă.
A fost membru al uneia dintre lojele masonice din Gdańsk începând din 1792. Datorită faptului că era scund a fost poreclit Fiszerek.

## Legături externe
- Stanisław Fiszer pe site-ul napoleon.org.pl